# Румынофония

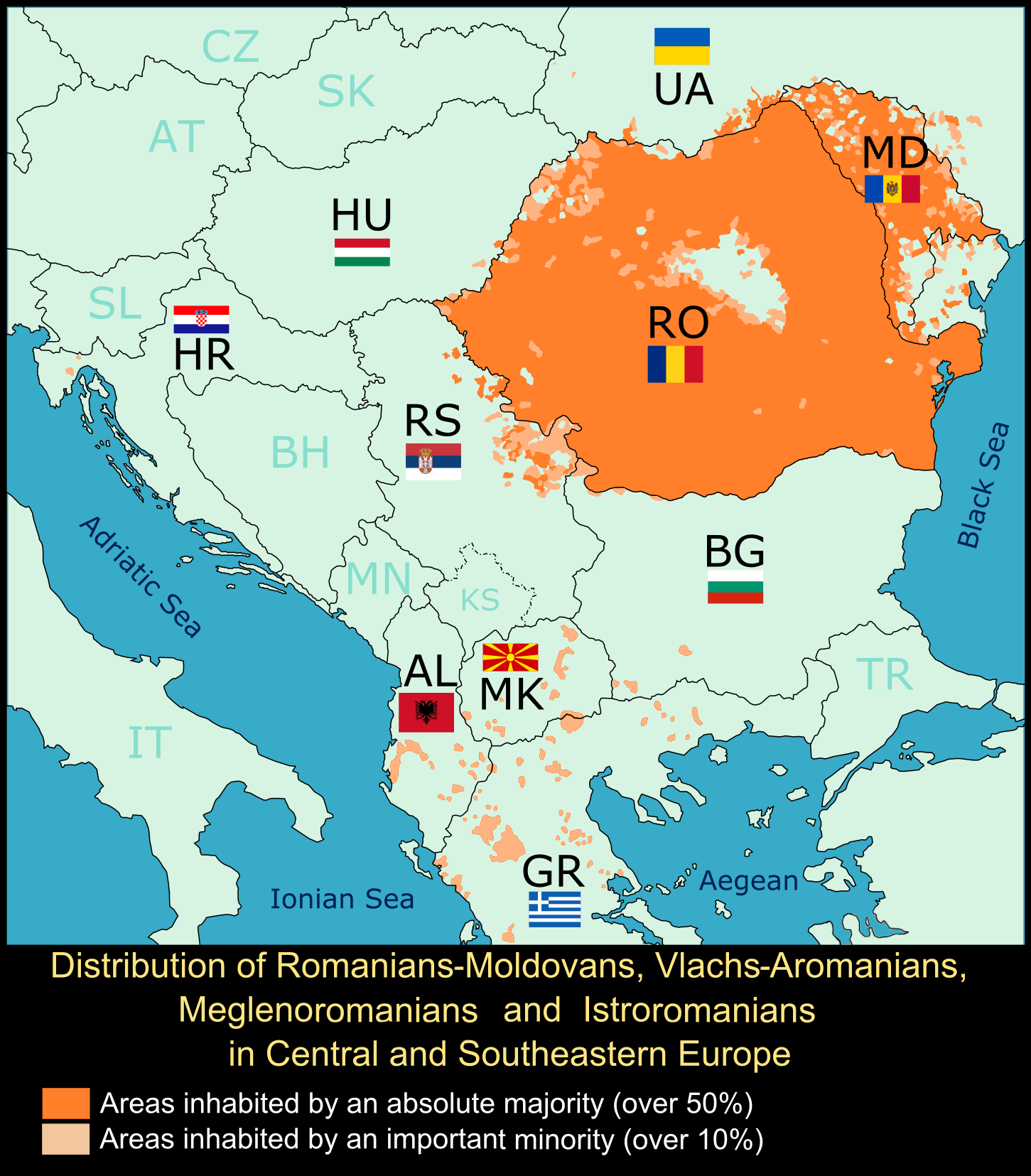
Румынофоны на Балканах

Румынофо́ны (также румынофония; по аналогии с понятиями франкофоны, русофоны, аллофоны и так далее; рум. Românimea; рум. românofonia) — общее название говорящих на румынском языке, а также владеющих им в случае, если это билингвы или лица, хорошо овладевшие данным языком.

## Румыноязычные страны и народы
В этническом разрезе современные румынофоны — это прежде всего румыны и молдаване, продолжающие сохранять отличное друг от друга самосознание. Официально румынофонию представляют два признанных государства — Румыния и Молдова, а также непризнанная Приднестровская Молдавская Республика. Речевые нормы лексики и орфоэпии в двух основных странах румынофонии могут существенно варьироваться, что обычно не препятствует взаимопониманию носителей. Кроме этого, румынский язык имеет статус регионального языка в некоторых регионах Сербии.

## Румыноязычные диаспоры
С начала 1990-х годов, в результате массовой трудовой эмиграции румын и молдаван в Россию и страны Запада, румынофония получила более широкое географическое распространение, несмотря на то, что число румынофонов в мире быстро сокращается с начала 1990-х годов (в основном в результате естественной убыли, а также ассимиляции детей диаспоры и Приднестровья в иноязычной среде). Молдавская диаспора велика в Москве и Московской области, а румын и румынских цыган много в Италии, Испании, Франции. 
Большая румынская диаспора сформировалась и во франкоязычном Монреале. По переписи 2006 года в городе проживало 25 110 человек, назвавших румынский язык родным. Румынский стал 10-м по распространению языком в Монреале. 
Немало румыноязычных евреев проживает в Израиле и США.

### Украина
|                                                           |  |                                                            |  |                                                            |  |
| Языковая карта Черновицкой области по переписи 2001 года. |  | Языковая карта Закарпатской области по переписи 2001 года. |  | Языковая карта юга Одесской области по переписи 2001 года. |  |

По данным переписи 2001 года, румынский и молдавский язык родным назвали 18,64 % (11,85 % назвали родным «румынский», 6,79 % — «молдавский») населения Черновицкой области, 3,79 % (0,01 % и 3,78 %) населения Одесской области и 2,60 % (2,57 % и 0,03 %) населения Закарпатской области.
По данным Государственной службы статистики Украины в 2023/24 учебном году в Черновицкой области 105 874 учеников получали общее среднее образование, из них 93 134 (87,97 %) обучались в украиноязычных классах, 12 740 (12,03 %) — в румыноязычных. Из 48 486 получающих среднее образование в городских образовательных учреждениях 47 165 (97,28 %) получали образование на украинском, 1 321 (2,72 %) — на румынском. Из 57 388 получающих среднее образование в сельских образовательных учреждениях 45 969 (80,10 %) получали образование на украинском, 11 419 (19,90 %) — на румынском.

## Румынский как второй или иностранный
Вместе с тем в самой Румынии появились студенты и экономические мигранты из менее развитых стран (арабы, курды, китайцы, африканцы), которые уже достаточно хорошо овладели румынским языком и вполне могут считаться румынофонами. Но всё же, число иностранцев, изучающих румынский язык, традиционно невелико даже в странах непосредственно граничащих с Румынией. 
Среди славянского населения Приднестровья растёт интерес к изучению румынского языка.